# Toyota Peugeot Citroën Automobile Czech
A Toyota Peugeot Citroën Automobile Czech (rövidítve: TPCA) egy csehországi autógyár, a PSA és a Toyota közös vállalata.

## Története
A Toyota és a PSA Peugeot Citroën 2000 elején kezdett tárgyalásokat egy közös vállalkozás elindításáról, aminek eredményeként 2001. július 21-én írták alá az együttműködési megállapodást Brüsszelben. 2001 decemberére dőlt el, hogy az új autógyár székhelye a csehországi Kolín lesz, és 2002. január 8-án jött létre a TPCA vegyesvállalat. A gyár építése a 2002-es alapkőletételt követően 2004 végére fejeződött be egy 650 millió eurós beruházás eredményeként.
2005 elejétől a gyár Peugeot, Citroën és Toyota márkajelzéssel gyárt autókat, elsősorban az európai piacra.
Az itt készülő Citroën C1, Peugeot 107 és Toyota Aygo típusok a 2005-ös genfi autókiállításon debütáltak. A gyár kapacitása 300000 darab autó gyártását teszi lehetővé évente, amely egyenlő, 1/3-os arányban oszlik meg a három márka között.

## Modelljei
- Peugeot 107
- Citroën C1
- Toyota Aygo